# غلوستر
غلوستر (بالإنجليزية: Gloucester) هي مدينة ومركز إقليم غلوسترشير في جنوب غرب إنجلترا. يبلغ عدد سكانها حوالي 129,100 نسمة (2017).

## توأمة
لغلوستر اتفاقيات توأمة مع كل من:
- متز
- ترير
- خاودا

## أعلام
- جورج وايتفيلد
- إيزابيلا بلو
- جون هايز هاموند
- أندي رادفورد
- تشارلز ويتستون
- ويليام تيندال
- مابل كولينز
- إدوارد سلاتر
- إيزابيلا من انكلترا
- هيربيرت سيسل بوث